# جورج بارلی
جورج بارلی (انگلیسی: George Burley؛ زادهٔ ۳ ژوئن ۱۹۵۶) یک ورزشکار اهل اسکاتلند است.
از باشگاه‌هایی که در آن بازی کرده‌است می‌توان به باشگاه فوتبال ایپسویچ تاون، باشگاه فوتبال مادرول، باشگاه فوتبال ساندرلند، باشگاه فوتبال جیلینگام، باشگاه فوتبال فالکیرک و باشگاه فوتبال کولچستر یونایتد اشاره کرد.
وی همچنین در تیم ملی فوتبال اسکاتلند بازی کرده‌است.